# أندرو هاتشر
أندرو هاتشر (بالإنجليزية: Andrew Hatcher)‏ هو عسكري أمريكي، ولد في 1923، وتوفي في 1990.